# Transferul sarcinii dovezii
În filozofie sarcina dovezii se referă la ce măsură sau ce nivel de rigurozitate este necesar să se stabilească, demonstreze sau dovedească pentru ca ceva să fie acceptat ca fiind adevărat sau rezonabil de crezut. 
Toate argumentele depind de premise care trebuie acceptate pentru ca una sau mai multe concluzii să decurgă din ele și majoritatea argumentelor logice necesită un anumit nivel de informalitate care să fie enunțat într-o formă compactă și comprehensibilă.
Transferul sarcinii dovezii este o eroare logică prin care se plasează îndatorirea de a dovedi ceva de partea oponentului. O altă versiune este când o lipsă a evidențelor pentru partea A este luată ca fiind evindență pentru partea B în cazurile în care sarcina dovezii de fapt stă de partea B. Un nume comun pentru asemnea eroare logică este apelul la ignoranță.

## Logica
Acest mod de a raționa tipic ia următoare formă:
1. Afirmația X este prezentată de partea A iar sarcina dovezii stă de partea B.
2. Partea B afirmă X este fals deoarece nu există dovezi pentru X.

## Explicație
În multe situații doar uneia din părți îi aparține sarcina dovezii. Acea parte este obligată să furnizeze evidențe pentru poziția care o susține. Afirmația celeilalte părți, celei căreia nu-i vine îndatorirea de a dovedi, este considerată ca fiind adevărată până la proba contrarie. Dificultatea în asemenea situații constă în determinarea cărei părți, eventual niciuneia, îi aparține sarcina dovezii. În multe cazuri trasarea acestui lucru poate deveni o dezbatere în sine. În alte cazuri sarcina dovezii este impusă de situație. De exemplu în legislație, funționează prezumția de nevinovăție în care o persoană este considerată ca fiind inocentă până la proba contrarie (astfel sarcina dovezii stă de partea procuraturii). Un alt exemplu, în dezbateri sarcina dovezii este poziționată de partea echipei care face enunțurile afirmative. Ca un final exemplu, în multe cazuri sarcina dovezii aparține celor care fac afirmații despre existența a ceva (precum BigFoot, puteri paranormale, date senzoriale, etc)

## Exemple
- Deci nu crezi că extratereștrii au pus stăpânire pe guvernele marilor puteri, poți să-mi demonstrezi că nu e așa?

- Popescu: Cred că anumite persoane au puteri paranormale.

Ionescu: Ce dovezi ai?
Popescu: Nimeni nu a fost în stare să arate că unii oameni nu au puteri paranormale.
- Nu poți demonstra că Dumnezeu nu există, deci Dumenzeu există.